# Coelanthum grandiflorum
Coelanthum grandiflorum är en kransörtsväxtart som beskrevs av Ernst Meyer och Edward Fenzl. Coelanthum grandiflorum ingår i släktet Coelanthum, och familjen kransörtsväxter. Inga underarter finns listade i Catalogue of Life.